# Чингиль
Чингиль, чемыш, шенгил (Halimodendron Fisch.) — монотипный род растений семейства Бобовые. Единственный представитель — чингиль (чемыш, шенгил) серебристый (Halimodendron halodendron Pall.), листопадный солеустойчивый и засухоустойчивый колючий кустарник, используемый как декоративное растение.

## Ботаническое описание
Кустарник высотой от 0,5 до 2—3 метров, сильно колючий, с колючками 2—6 см длиной. Кора серая, растрескивающаяся. Листья очередные, парноперистые, состоят из 1—5 пар листочков. Листочки обратнояйцевидные, с шипиком на конце, молодые опушены шелковистыми волосками с обеих сторон, позже — с нижней. Весной листва серебристо-зелёная, летом — серовато-зелёная, к осени — желтовато-зелёная.
Цветёт в июне-июле. Цветки светло-фиолетовые, розовые, или бледно-розовые, собраны в пазушные зонтики. В это время чингиль является хорошим медоносом.
Плоды — неправильной формы, кожистые, вздутые многосемянные бобы длиной до 3 см, жёлто-бурого цвета, созревают в августе-сентябре. Семена коричневого или тёмно-оливкового цвета, почковидные.

## Экология
Чингиль хорошо выносит засоление почвы, светолюбив, засухоустойчив, обладает мощной и разветвлённой корневой системой, даёт обильную корневую поросль. Обычен в солонцеватых степях и пустынях, на солончаках, в тугайных сообществах.
Размножается семенами, черенками и корневыми отпрысками. Привитый на карагану древовидную (жёлтую акацию) хорошо развивается в Курской, Воронежской и Московской области.

## Распространение и экология
Евразийский вид: распространён в странах Средней Азии, в Казахстане, Монголии, Пакистане, Афганистане, Иране, Турции, в странах Закавказья, на юге европейской части России (обычен в низовьях Дона) и на территории южной Украины.
Интродуцирован на другие континенты. В Калифорнии, где он известен как Russian salttree, считается опасным инвазивным сорняком.

## Значение и применение
Чингиль используется в культуре как нетребовательное декоративное растение для озеленения, для колючих живых изгородей, в защитном лесоразведении.
Из корней получают жёлтый краситель для шерсти. Верблюды, овцы и козы лишь поздней осенью поедают немного листочки и плоды.